# Rimario Gordon
Rimario Gordon (* 7. Juni 1994) ist ein jamaikanischer Fußballspieler.

## Karriere

### Verein
Rimario Gordon stand von Anfang 2018 bis Mitte 2018 bei Hoàng Anh Gia Lai in Vietnam unter Vertrag. Wo er vorher gespielt hat, ist unbekannt. Der Verein aus Pleiku spielte in der ersten vietnamesischen Liga, der V.League 1. Für den Klub absolvierte er 13 Erstligaspiele. Im Juli 2018 wechselte er zum Ligakonkurrenten FC Thanh Hóa nach Thanh Hóa. Mit Thanh Hóa wurde er am Ende der Saison Vizemeister. Nach 28 Erstligaspielen und 16 erzielten Toren verpflichtete ihn Anfang 2020 der ebenfalls in der ersten Liga spielende Hà Nội FC. Ende der Saison feierte er mit dem Verein die Vizemeisterschaft. Mit Hanoi stand er im Endspiel des vietnamesischen Pokals. Das Finale gegen Viettel FC gewann man mit 2:1. Den Supercup gewann man ebenfalls mit einem 1:0-Sieg gegen den Viettel FC. Für den Verein aus Hanoi erzielte er in 17 Spielen zwölf Tore und wurde Torschützenkönig. Anfang 2021 unterschrieb er einen Vertrag beim Erstligaaufsteiger Bình Định FC in Quy Nhơn. Bei dem Verein stand er bis Ende September 2021 unter Vertrag. Von Oktober 2021 bis Januar 2022 war er vertrags- und vereinslos. Am 1. Februar 2022 unterschrieb er in Hải Phòng einen Vertrag beim ebenfalls in der ersten Liga spielenden Hải Phòng FC. Am Ende der Saison 2022 wurde er mit 17 Toren Torschützenkönig der Liga. Die Saison 2023 spielte er beim Erstligisten Becamex Bình Dương. Für den Klub aus Thủ Dầu Một bestritt er 17 Erstligaspiele. Nach der Saison wechselte er im September 2023 zum ebenfalls in der ersten Liga spielenden FC Thanh Hóa.

## Erfolge
FC Thanh Hóa
- Vietnamesischer Vizemeister: 2018

Hà Nội FC
- Vietnamesischer Vizemeister: 2020
- Vietnamesischer Pokalsieger: 2020
- Vietnamesischer Supercupsieger: 2020

## Auszeichnungen
V.League 1
- Torschützenkönig: 2020, 2022